# Phuphena trilinea
Phuphena trilinea är en fjärilsart som beskrevs av William Schaus 1894. Phuphena trilinea ingår i släktet Phuphena och familjen nattflyn. Inga underarter finns listade i Catalogue of Life.